# Antonio Rosetti
Antonio Rosetti, all'anagrafe František Antonín Rössler (Litoměřice, 1750 circa – Ludwigslust, 30 giugno 1792), è stato un compositore e contrabbassista ceco.

## Biografia
František Antonín Rössler nacque probabilmente nel 1750 a Litoměřice, città della Boemia settentrionale. Qui la nota corrispondente alla sua nascita manca nel libro parrocchiale, ma egli potrebbe essere rintracciato sotto il nome di Anton Rös(s)ler, giacché il suo atto di morte del 1792 gli attribuisce 42 anni e il suo certificato di matrimonio del 1777 lo indica come musicista di corte a Litoměřice. Tuttavia questa teoria è discussa, in quanto l'Anton Rösler registrato potrebbe essere un altro compositore, ossia Franciscus Xaverius Antonius Rössler nato il 25 ottobre 1746 a Mimoň in Boemia, dove morì l'11 giugno 1779. Rössler italianizzò il suo cognome in Rosetti sicuramente prima del 1773.
Intenzionato inizialmente al sacerdozio, compi i suoi primi studi musicali presso il collegio dei Gesuiti di Praga, dove entrò all'età di sette anni. Dopo l'abolizione dei Gesuiti in Boemia entrò come contrabbassista nella cappella di corte del principe Kraft Ernst von Oettingen-Wallerstein, vicino ad Augusta; l'anno successivo vi diventò ufficialmente musicista di corte. Nel 1776, in occasione della morte della moglie del suo patrono, Rosetti compose e fece eseguire un Requiem. In questo periodo Rosetti compose svariata musica da camera per arricchire il repertorio di corte.
Nel 1781 viaggiò a Parigi, dove le sue composizioni, eseguite dalle migliori orchestre della città, fra i cui i famosi Concert Spirituel, ebbero molto successo. Ivi ebbe anche occasione di pubblicare alcuni suoi lavori, come la sinfonia op. 3. Nel maggio del 1782 tornò a Wallerstein. Negli anni ottanta incrementò la sua attività compositiva presso la corte e nel 1785 vi divenne Kapellmeister, succedendo a Joseph Reicha.
Nonostante la prestigiosa carica che teneva, era continuamente afflitto da problemi finanziari, quindi nel 1789 decise di lasciare Wallerstein ed entrare al servizio, sempre con la carica di Kapellmeister, di Federico Francesco I, duca del Meclemburgo-Schwerin a Ludwigslust. Qui, grazie soprattutto al miglior compenso, gli anni trascorsi furono meno frustranti di Wallerstein e la crescita della sua reputazione gli permise di ottenere importanti commissioni. Il 14 dicembre 1791 per commemorare la morte di Wolfgang Amadeus Mozart ridiede il suo Requiem del 1776. Nella primavera del 1792 si ammalò gravemente e il 30 giugno morì.

## Considerazioni sull'artista
Le sue prime composizioni sono caratterizzate da uno stile piacevole, seppur ripetitivo e prevedibile, mentre nelle opere della maturità, composte dopo il 1784, si denota un grande influsso cromatico nella melodia e un linguaggio armonico ricco.

## Composizioni
- 44 sinfonie
- 5 sinfonie concertanti
- 16 concerti per corno e orchestra
- 10 concerti per fagotto e orchestra
- 8 concerti per 2 corni e orchestra
- 7 concerti per oboe e orchestra
- 6 concerti per violino e orchestra
- 4 concerti per tastiera e orchestra
- 2 concerti per clarinetto e orchestra
- 38 tra partite, serenate e danze
- 5 trii per archi
- 12 quartetti per archi
- Quartetto per violino, viola, violoncello e fagotto
- 13 trii per tastiera
- 11 sonate per tastiera
- 2 oratori
- 13 messe
- 4 Requiem
- 2 corali
- 2 graduali
- 3 litanie
- 7 Salve Regina
- 2 inni
- Altri lavori sacri minori
- Varie cantante, arie e duetti